# Tarcento
Tarcento (friuli nyelven Tarcint) település Olaszországban, Friuli-Venezia Giulia régióban, Udine megyében. Lakosainak száma 8887 fő (2023. január 1.). Tarcento Lusevera, Magnano in Riviera, Montenars, Nimis, Reana del Rojale, Tricesimo és Cassacco községekkel határos.

## Népesség
A település népességének változása:
| Lakosok száma | 9010 | 8964 | 8887 |
|               | 2017 | 2018 | 2023 |